# أليس هيندا ليختنشتاين
أليس هيندا ليختنشتاين هي باحثة وبروفيسورة أمريكية مختصة بمجال التغذية وأمراض القلب. وفي عام 2006 وضعتها مجلة Shape ضمن قائمة «عشر نساء ساهمن في تشكيل العالم».

## تعليمها
حصلت ليختنشتاين على درجة البكالريوس في التغذية من جامعة كورنيل، ودرجة الماجستير في التغذية من جامعة ولاية بنسلفانيا، ودرجة الماجستير والدكتوراه في علم الكيمياء الحيوية الغذائية من جامعة هارفارد. ومن ثم استكملت تدريب ما بعد الدكتوراه في معهد القلب في كلية الطب بجامعة بوسطن.

## المناصب المُتقلدة
تشغل ليختشتاين منصب أستاذة علوم وسياسات التغذية في كلية فريدمان لعلوم التغذية بجامعة تافتس. وهي مديرة معمل القلب والتغذية التابع لمركز أبحاث وزارة الزراعة الأمريكية للتغذية البشرية والشيخوخة، وأستاذة الطب في كلية الطب بجامعة تافتس.
وحاليًا تمتلك ليختنشتاين عضوية في لجنة الغذاء والتغذية (FNB) التابع الأكاديمية الوطنية للعلوم. وانضمت كذلك مسبقًا إلى مجلسين تابعين للأكاديمية الوطنية للطب (IOM)، فقد كانت نائبة رئيس لجنة فحص المعلومات الغذائية والرموز المدونة على مغلفات السلع الغذائية.

## مجالات اختصاصها البحثي
أنفقت ليختنشتاين معظم سنوات حياتها المهنية في تعيين التأثير المتبادل بين أسلوب التغذية وعوامل خطر الإصابة بأمراض القلب. وبصفتها مديرة معمل القلب والتغذية فهي تشرف على المشاريع البحثية المتعلقة بمجال واسع من المواضيع التي تخص أمراض القلب والتغذية. وتتضمن اهتمامتها البحثية: الأحماض الدهنية المتحولة، وبروتين الصويا والأيزوفلافونات، واسترات الستيرول والستانول، والزيوت النباتية المعدلة التي تحتوي على الدهون المتحولة، والمؤشر الجلايسيمي، وتحديدًا تأثير كل هذه العوامل على النساء اللاتي تخطين سن اليأس والرجال المسنين. حيث قامت بإجراء تجارب على النماذج الحيوانية والنظم الخلوية والبشر، وأشرفت على عدة دراسات سكانية. حيث تنطبق أساليب الاستعراض المنهجي على مجال التغذية أيضًا.

## الإرشادات الغذائية للمواطنين الأمريكيين
وفي عام 2015، عُينت ليختنشتاين نائبة رئيس اللجنة الاستشارية للارشادات الغذائية (DGAC) التابعة لوزارة الزراعة ووزارة الصحة والخدمات البشرية في الولايات المتحدة. حيث تصدر تلك اللجنة تقريرًا علميًا يحتوي على جميع الارشادات الغذائية المنصوح بها للمواطنين الأمريكيين.
وتعمل ليختنشتاين أيضًا لصالح جمعية القلب الأمريكية بصفتها المساهمة الرئيسية في كتابة نصائح التغذية وأنماط الحياة التي تصدرها المنظمة من حين إلى آخر.

## في الصحافة الشعبية
وتساهم ليختشتاين بصفة منتظمة في نشر الأخبار العلمية بدقة عبر وسائط الأعلام، والتي بدورها تعجز عن الإفادة بالأخبار العلمية بصفة دقيقة ولا سيما حين تكون الدراسات المعنية بها لا تزال في أطوارها الأولية. فعلى سبيل المثال، بعثت ليختشتاين إخطارًا تحذيريًا إلى جريدة نيويورك تايمز بعدما ظهرت نتائج التحليل الاستخلاصي الذي تضمن عددًا من الدراسات عن أمراض القلب، والذي يشير إلى استبعاد دور الدهون المشبعة في أمراض القلب. فقد أخبرت الصحفية أناهاد أوكونر أنها تخشى أن تتسبب نتائج تلك الدراسة في تحفيز السكان على استهلاك كميات مفرطة من الزبدة والأجبان. وتفيد الإذاعة الوطنية العامة بأن ليختنشتاين أرسلت بنفسها خطابًا إلى جريدة نيويورك تايمز تعاتب فيه الصحفي مارك بيتمان على جملة «عادت الزبدة»  وأشارت إلى نتائج دراسة أجريت عام 2013 من قبل جمعية القلب الأمريكية تنصح فيها المواطنين بالحد من استهلاك الدهون المشبعة. ومن ثم أوضحت إلى جريدة واشنطن بوست أنه من المؤسف إذا ما أفرط الناس في تناول اللحوم البقرية على أمل أنها غنية بأحماض أوميجا 3، ففي الواقع أنها لا تحتوي إلا على كميات ضئيلة منها. ومؤخرًا قامت بإرسال ملخص لتقرير الارشادات الغذائية في الولايات المتحدة لعام 2015 إلى الصحفي هاري سرينيفاسان مقدم برنامج PBS للأخبار.

## الأعمال المنشورة
ألفت ليختنشتاين ما يقارب من 300 مقالة مراجعة علميًا، وساهمت في كتابة بعض الفصول في 34 كتابًا.
وفي عام 2005 اشتركت مع ميريام نيلسون ولورنس ليندنر في تأليف كتاب «Strong Women, Strong Hearts». وهي محررة مساعدة في دورية أبحاث الليبيدات.